# Lucio di Cirene
Lucio di Cirene, dottore e profeta, era uno dei massimi esponenti della primitiva comunità cristiana di Antiochia.
L'unica fonte che parli di questo personaggio sono gli Atti degli Apostoli:
Adone, inserendo la sua commemorazione nel suo martirologio, aggiunse che fu il primo vescovo di Cirene e che fu insediato dagli stessi Apostoli. In realtà la notizia che lo vuole vescovo è priva di fondamento e la sede episcopale di Cirene non sembra essere di origine apostolica.
Il suo elogio si legge nel martirologio romano al 6 maggio.